# Roland Garros 2019
De 118e editie van het Franse grandslamtoernooi Roland Garros 2019 werd gehouden van zondag 26 mei tot en met zondag 9 juni 2019. Voor de vrouwen was het de 112e editie. Het toernooi werd gespeeld in het Roland-Garrosstadion in het 16e arrondissement van Parijs.
Samenvatting
- Bij het mannenenkelspel was de Spanjaard Rafael Nadal titelverdediger, hij slaagde erin zijn titel te verlengen.
- De Roemeense Simona Halep was titelverdedigster bij het vrouwenenkelspel. De titel ging dit jaar naar de Australische Ashleigh Barty.
- Het vrouwendubbelspel werd in 2018 gewonnen door het Tsjechische koppel Barbora Krejčíková en Kateřina Siniaková, dit jaar wonnen de Hongaarse Tímea Babos en de Franse Kristina Mladenovic.
- Bij de mannen waren de Fransen Pierre-Hugues Herbert en Nicolas Mahut titelverdedigers – dit jaar wonnen de Duitsers Kevin Krawietz en Andreas Mies.
- Titelverdedigers in het gemengd dubbelspel waren de Taiwanese Latisha Chan en de Kroaat Ivan Dodig, ze slaagden erin hun titel te verlengen.

## Toernooikalender
| Roland Garros      | mei 2019 | mei 2019 | mei 2019 | mei 2019 | mei 2019 | mei 2019 | juni 2019 | juni 2019 | juni 2019   | juni 2019     | juni 2019 | juni 2019     | juni 2019    | juni 2019 | juni 2019 |
| Roland Garros      | zon 26   | maa 27   | din 28   | woe 29   | don 30   | vrĳ 31   | zat 1     | zon 2     | maa 3       | din 4         | woe 5     | don 6         | vrĳ 7        | zat 8     | zon 9     |
| ------------------ | -------- | -------- | -------- | -------- | -------- | -------- | --------- | --------- | ----------- | ------------- | --------- | ------------- | ------------ | --------- | --------- |
| mannenenkelspel    | 1e ronde | 1e ronde | 1e ronde | 2e ronde | 2e ronde | 3e ronde | 3e ronde  | 4e ronde  | 4e ronde    | kwart- finale | regen     | kwart- finale | halve finale |           | finale    |
| vrouwenenkelspel   | 1e ronde | 1e ronde | 1e ronde | 2e ronde | 2e ronde | 3e ronde | 3e ronde  | 4e ronde  | 4e ronde    | kwart- finale | regen     | kwart- finale | halve finale | finale    |           |
| mannendubbelspel   |          |          | 1e ronde | 1e ronde | 2e ronde | 2e ronde | 3e ronde  | 3e ronde  | kwartfinale | kwartfinale   | regen     | halve finale  |              | finale    |           |
| vrouwendubbelspel  |          |          |          | 1e ronde | 1e ronde | 2e ronde | 2e ronde  | 3e ronde  | 3e ronde    | kwartfinale   | regen     |               | halve finale |           | finale    |
| gemengd dubbelspel |          |          |          | 1e ronde | 1e ronde |          | 2e ronde  |           | kwartfinale | kwartfinale   | regen     | halve finale  | finale       |           |           |

Bron: Provisional schedule

## Enkelspel

### Mannen

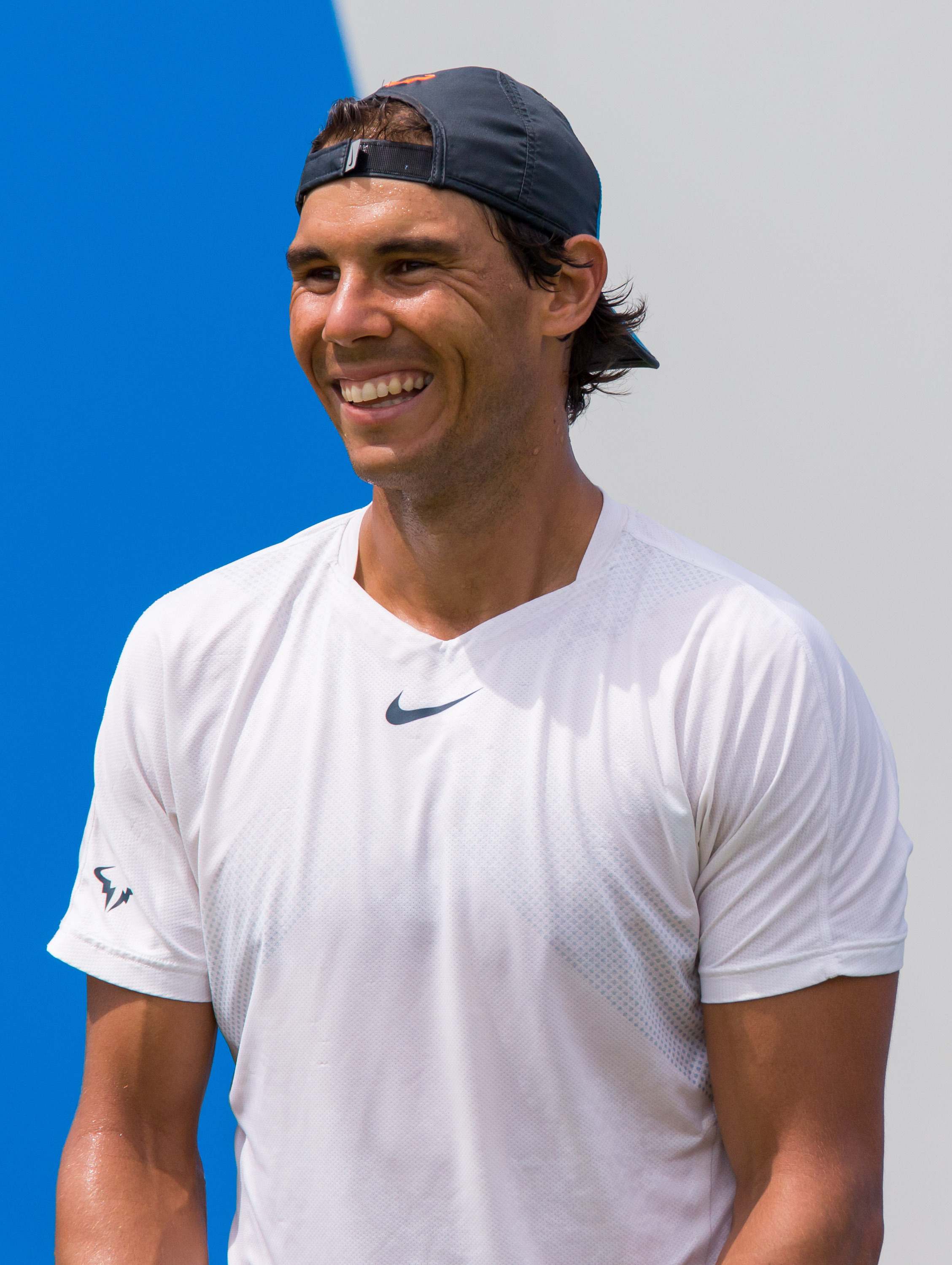
De Spanjaard Rafael Nadal won de titel.

De finale was een exacte heruitgave van die van vorig jaar: ook dit jaar won de Spanjaard Rafael Nadal van de Oostenrijker Dominic Thiem en won daarmee zijn twaalfde Roland Garros.

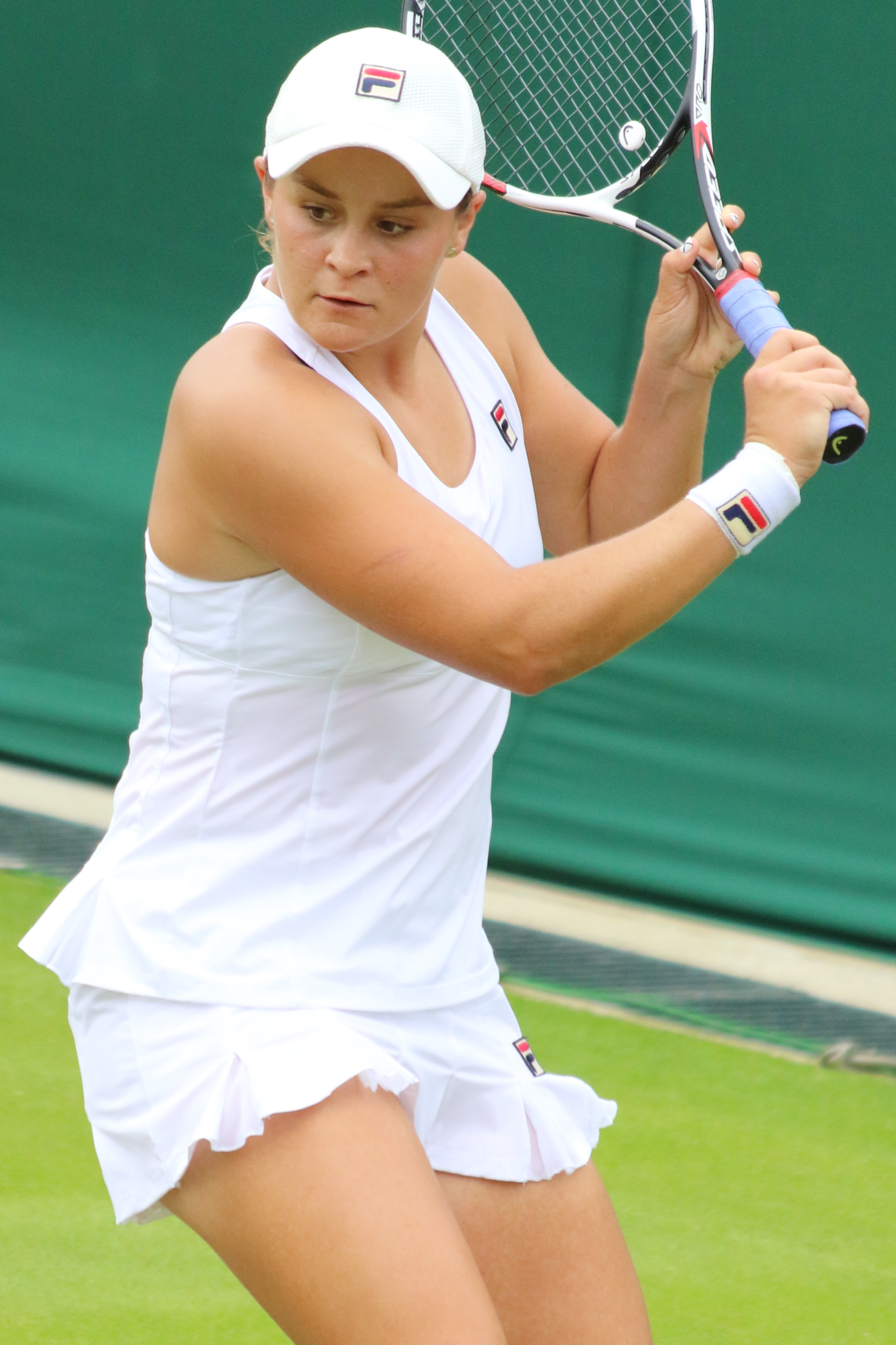
De Australische Ashleigh Barty won de titel.

### Vrouwen
De titel bij de vrouwen werd verdedigd door de Roemeense Simona Halep. Zij strandde in de kwartfinale tegen de Amerikaanse Amanda Anisimova. In de finale won de Australische Ashleigh Barty haar eerste grandslamtitel tegen de Tsjechische Markéta Vondroušová. Barty werd de eerste Australische vrouw die op Roland Garros de enkelspeltitel won sinds Margaret Court in 1973.

## Dubbelspel

### Mannen
De titelverdedigers waren de Fransen Pierre-Hugues Herbert en Nicolas Mahut. Enkel Mahut trad dit jaar aan in het dubbelspel. Samen met de Oostenrijker Jürgen Melzer verloor Mahut zijn laatste wedstrijd op Roland Garros in de tweede ronde van de latere winnaars Kevin Krawietz en Andreas Mies. Het Duitse duo won in de finale van de Fransen Jérémy Chardy en Fabrice Martin.

### Vrouwen
De titelverdedigsters waren het Tsjechische duo Barbora Krejčíková en Kateřina Siniaková, zij sneuvelden reeds in de eerste ronde. In de finale wonnen de Hongaarse Tímea Babos en de Franse Kristina Mladenovic van het Chinese duo Duan Yingying en Zheng Saisai.

### Gemengd
De finale was een exacte heruitgave van die van vorig jaar: ook dit jaar wonnen de Taiwanese Latisha Chan en de Kroaat Ivan Dodig van de Canadese Gabriela Dabrowski en de Kroaat Mate Pavić.

## Kwalificatietoernooi (enkelspel)
Algemene regels – Aan het hoofdtoernooi (enkelspel) doen bij de mannen en vrouwen elk 128 tennissers mee. De 104 beste mannen en 108 beste vrouwen van de wereldranglijst die zich inschrijven worden rechtstreeks toegelaten. Acht mannen en acht vrouwen krijgen van de organisatie een wildcard. Voor de overige ingeschrevenen resteren dan nog zestien plaatsen bij de mannen en twaalf plaatsen bij de vrouwen in het hoofdtoernooi – deze plaatsen worden via het kwalificatietoernooi ingevuld. Aan dit kwalificatietoernooi doen nog eens 128 mannen en 96 vrouwen mee.
De kwalificatiewedstrijden vonden plaats van maandag 20 tot en met vrijdag 24 mei 2019.
De volgende deelnemers aan het kwalificatietoernooi wisten zich een plaats te veroveren in de hoofdtabel:

### Mannenenkelspel
1. Tennys Sandgren
2. Salvatore Caruso
3. Elliot Benchetrit
4. Mikael Ymer
5. Simone Bolelli
6. Aleksej Vatoetin
7. Thiago Monteiro
8. Yannick Maden
9. Pedro Martínez
10. Kimmer Coppejans
11. Blaž Rola
12. Guillermo García López
13. Stefano Travaglia
14. Alexandre Müller
15. Yannick Hanfmann
16. Rudolf Molleker

Lucky losers
1. Serhij Stachovsky
2. Lukáš Rosol
3. Oscar Otte
4. Henri Laaksonen
5. Alejandro Davidovich Fokina

### Vrouwenenkelspel
1. Bernarda Pera
2. Kristína Kučová
3. Kurumi Nara
4. Aliona Bolsova
5. Varvara Lepchenko
6. Giulia Gatto-Monticone
7. Antonia Lottner
8. Sofja Zjoek
9. Anna Blinkova
10. Ljoedmila Samsonova
11. Jasmine Paolini
12. Jelena Rybakina

Lucky losers
1. Marie Bouzková
2. Tímea Babos
3. Kaja Juvan

## Junioren
Meisjesenkelspel

Finale: Leylah Fernandez (Canada) won van Emma Navarro (VS) met 6-3, 6-2
Meisjesdubbelspel

Finale: Chloe Beck (VS) en Emma Navarro (VS) wonnen van Alina Tsjarajeva (Rusland) en Anastasija Tichonova (Rusland) met 6-1, 6-2
Jongensenkelspel

Finale: Holger Rune (Denemarken) won van Toby Kodat (VS) met 6-3, 6-7, 6-0
Jongensdubbelspel

Finale: Matheus Pucinelli de Almeida (Brazilië) en Thiago Agustín Tirante (Argentinië) wonnen van Flavio Cobolli (Italië) en Dominic Stephan Stricker (Zwitserland) met 7-6, 6-4

## Rolstoeltennis
Rolstoelvrouwenenkelspel

Finale: Diede de Groot (Nederland) won van Yui Kamiji (Japan) met 6-1, 6-0
Rolstoelvrouwendubbelspel

Finale: Diede de Groot (Nederland) en Aniek van Koot (Nederland) wonnen van Marjolein Buis (Nederland) en Sabine Ellerbrock (Duitsland) met 6-1, 6-1
Rolstoelmannenenkelspel

Finale: Gustavo Fernández (Argentinië) won van Gordon Reid (VK) met 6-1, 6-3
Rolstoelmannendubbelspel

Finale: Gustavo Fernández (Argentinië) en Shingo Kunieda (Japan) wonnen van Stéphane Houdet (Frankrijk) en Nicolas Peifer (Frankrijk) met 2-6, 6-2, [10-8]

## Uitzendrechten
Roland Garros was in Nederland exclusief te zien op Eurosport. Eurosport zond Roland Garros uit via de lineaire sportkanalen Eurosport 1 en Eurosport 2 en via de online streamingdienst, de Eurosport Player.

## Speelschema van dag tot dag
Onderstaand het speelschema van de drie hoofdbanen van dag tot dag.
Alle tijden zijn lokaal MEZT (UTC+2).

### Dag 1 (zondag 26 mei)
- Speelschema (gearchiveerd)
- Reekshoofden uitgeschakeld:
  - Mannenenkelspel:  Marco Cecchinato [16]
  - Vrouwenenkelspel:  Angelique Kerber [5]

| Wedstrijden op de hoofdbanen                         | Wedstrijden op de hoofdbanen                         | Wedstrijden op de hoofdbanen                         | Wedstrijden op de hoofdbanen                         |
| Evenement                                            | Winnaar                                              | Verliezer                                            | Score                                                |
| Wedstrijden op Court Philippe-Chatrier (centercourt) | Wedstrijden op Court Philippe-Chatrier (centercourt) | Wedstrijden op Court Philippe-Chatrier (centercourt) | Wedstrijden op Court Philippe-Chatrier (centercourt) |
| ---------------------------------------------------- | ---------------------------------------------------- | ---------------------------------------------------- | ---------------------------------------------------- |
| Vrouwenenkelspel 1e ronde                            | Anastasia Potapova                                   | Angelique Kerber [5]                                 | 6–4, 6–2                                             |
| Mannenenkelspel 1e ronde                             | Stéfanos Tsitsipás [6]                               | Maximilian Marterer                                  | 6–2, 6–2, 7–6(7–4)                                   |
| Mannenenkelspel 1e ronde                             | Roger Federer [3]                                    | Lorenzo Sonego                                       | 6−2, 6−4, 6−4                                        |
| Vrouwenenkelspel 1e ronde                            | Karolína Plíšková [2]                                | Madison Brengle                                      | 6–2, 6–3                                             |
| Wedstrijden op Court Suzanne-Lenglen (Grandstand)    |                                                      |                                                      |                                                      |
| Mannenenkelspel 1e ronde                             | Marin Čilić [11]                                     | Thomas Fabbiano                                      | 6–3, 7–5, 6–1                                        |
| Mannenenkelspel 1e ronde                             | Kei Nishikori [7]                                    | Quentin Halys [WC]                                   | 6–2, 6–3, 6–4                                        |
| Vrouwenenkelspel 1e ronde                            | Kristina Mladenovic                                  | Fiona Ferro                                          | 6–3, 7–6(7–3)                                        |
| Vrouwenenkelspel 1e ronde                            | Sloane Stephens [7]                                  | Misaki Doi                                           | 6–3, 7–6(7–4)                                        |
| Wedstrijden op Court Simonne Mathieu                 |                                                      |                                                      |                                                      |
| Vrouwenenkelspel 1e ronde                            | Garbiñe Muguruza [19]                                | Taylor Townsend                                      | 5–7, 6–2, 6–2                                        |
| Mannenenkelspel 1e ronde                             | Nicolas Mahut [WC]                                   | Marco Cecchinato [16]                                | 2–6, 6–7(6–8), 6–4, 6–2, 6–4                         |
| Vrouwenenkelspel 1e ronde                            | Elina Svitolina [9]                                  | Venus Williams                                       | 6–3, 6–3                                             |
| Mannenenkelspel 1e ronde                             | David Goffin [27]                                    | Ričardas Berankis                                    | 6–0, 6–2, 6–2                                        |
| Wedstrijden begonnen om 11:00 uur                    |                                                      |                                                      |                                                      |

### Dag 2 (maandag 27 mei)
- Speelschema (gearchiveerd)
- Reekshoofden uitgeschakeld:
  - Mannenenkelspel:  Daniil Medvedev [12],  Nikoloz Basilashvili [15],  Denis Shapovalov [20],  Frances Tiafoe [32]
  - Vrouwenenkelspel:  Caroline Wozniacki [13],  Julia Görges [18],  Mihaela Buzărnescu [30],  Aliaksandra Sasnovich [32]

| Wedstrijden op de hoofdbanen                         | Wedstrijden op de hoofdbanen                         | Wedstrijden op de hoofdbanen                         | Wedstrijden op de hoofdbanen                         |
| Evenement                                            | Winnaar                                              | Verliezer                                            | Score                                                |
| Wedstrijden op Court Philippe-Chatrier (centercourt) | Wedstrijden op Court Philippe-Chatrier (centercourt) | Wedstrijden op Court Philippe-Chatrier (centercourt) | Wedstrijden op Court Philippe-Chatrier (centercourt) |
| ---------------------------------------------------- | ---------------------------------------------------- | ---------------------------------------------------- | ---------------------------------------------------- |
| Vrouwenenkelspel 1e ronde                            | Veronika Koedermetova                                | Caroline Wozniacki [13]                              | 0–6, 6–3, 6–3                                        |
| Mannenenkelspel 1e ronde                             | Rafael Nadal [2]                                     | Yannick Hanfmann [Q]                                 | 6–2, 6–1, 6–3                                        |
| Mannenenkelspel 1e ronde                             | Novak Djokovic [1]                                   | Hubert Hurkacz                                       | 6–4, 6–2, 6–2                                        |
| Vrouwenenkelspel 1e ronde                            | Serena Williams [10]                                 | Vitalia Diatchenko                                   | 2–6, 6–1, 6–0                                        |
| Wedstrijden op Court Suzanne-Lenglen (Grandstand)    |                                                      |                                                      |                                                      |
| Vrouwenenkelspel 1e ronde                            | Kiki Bertens [4]                                     | Pauline Parmentier                                   | 6–3, 6–4                                             |
| Vrouwenenkelspel 1e ronde                            | Sorana Cîrstea                                       | Kaja Juvan [LL]                                      | 5–7, 6–4, 7–5                                        |
| Mannenenkelspel 1e ronde                             | Jo-Wilfried Tsonga [PR]                              | Peter Gojowczyk                                      | 7–6(7–4), 6–1, 4–6, 6–3                              |
| Mannenenkelspel 1e ronde                             | Dominic Thiem [4]                                    | Tommy Paul [WC]                                      | 6–4, 4–6, 7–6(7–5), 6–2                              |
| Wedstrijden op Court Simonne Mathieu                 |                                                      |                                                      |                                                      |
| Vrouwenenkelspel 1e ronde                            | Viktória Kužmová                                     | Alizé Cornet                                         | 6–4, 6–3                                             |
| Mannenenkelspel 1e ronde                             | Richard Gasquet                                      | Mischa Zverev                                        | 6–3, 6–4, 6–3                                        |
| Mannenenkelspel 1e ronde                             | Stan Wawrinka [24]                                   | Jozef Kovalík [PR]                                   | 6–1, 6–7(3–7), 6–2, 6–3                              |
| Vrouwenenkelspel 1e ronde                            | Samantha Stosur                                      | Barbora Strýcová                                     | 6–2, 7–6(7–3)                                        |
| Wedstrijden begonnen om 11:00 uur                    |                                                      |                                                      |                                                      |

### Dag 3 (dinsdag 28 mei)
- Speelschema (gearchiveerd)
- Reekshoofden uitgeschakeld:
  - Vrouwenenkelspel:  Anett Kontaveit [17]
  - Mannendubbelspel:  Jamie Murray /  Bruno Soares [2],  Raven Klaasen /  Michael Venus [6],  Máximo González /  Horacio Zeballos [9],  Ivan Dodig /  Édouard Roger-Vasselin [12],  Ben McLachlan /  Jan-Lennard Struff [15],  Austin Krajicek /  Artem Sitak [16]

| Wedstrijden op de hoofdbanen                         | Wedstrijden op de hoofdbanen                         | Wedstrijden op de hoofdbanen                         | Wedstrijden op de hoofdbanen                         |
| Evenement                                            | Winnaar                                              | Verliezer                                            | Score                                                |
| Wedstrijden op Court Philippe-Chatrier (centercourt) | Wedstrijden op Court Philippe-Chatrier (centercourt) | Wedstrijden op Court Philippe-Chatrier (centercourt) | Wedstrijden op Court Philippe-Chatrier (centercourt) |
| ---------------------------------------------------- | ---------------------------------------------------- | ---------------------------------------------------- | ---------------------------------------------------- |
| Mannenenkelspel 1e ronde                             | Alexander Zverev [5]                                 | John Millman                                         | 7−6(7−4), 6−3, 2−6, 6−7(5−7), 6−3                    |
| Vrouwenenkelspel 1e ronde                            | Naomi Osaka [1]                                      | Anna Karolína Schmiedlová                            | 0−6, 7−6(7−4), 6−1                                   |
| Vrouwenenkelspel 1e ronde                            | Simona Halep [3]                                     | Ajla Tomljanović                                     | 6−2, 3−6, 6−1                                        |
| Mannenenkelspel 1e ronde                             | Gaël Monfils [14]                                    | Taro Daniel                                          | 6−0, 6−4, 6−1                                        |
| Wedstrijden op Court Suzanne-Lenglen (Grandstand)    |                                                      |                                                      |                                                      |
| Mannenenkelspel 1e ronde                             | Juan Martín del Potro [8]                            | Nicolás Jarry                                        | 3–6, 6–2, 6–1, 6–4                                   |
| Vrouwenenkelspel 1e ronde                            | Caroline Garcia [24]                                 | Mona Barthel                                         | 6−2, 6−4                                             |
| Mannenenkelspel 1e ronde                             | Lucas Pouille [22]                                   | Simone Bolelli [Q]                                   | 6−3, 6−4, 7−5                                        |
| Vrouwenenkelspel 1e ronde                            | Madison Keys [14]                                    | Evgeniya Rodina                                      | 6−1, 6−2                                             |
| Wedstrijden op Court Simonne Mathieu                 |                                                      |                                                      |                                                      |
| Mannenenkelspel 1e ronde                             | Fabio Fognini [9]                                    | Andreas Seppi                                        | 6–3, 6–0, 3–6, 6–3                                   |
| Vrouwenenkelspel 1e ronde                            | Victoria Azarenka                                    | Jeļena Ostapenko                                     | 6−4, 7−6(7−4)                                        |
| Vrouwenenkelspel 1e ronde                            | Aryna Sabalenka [11]                                 | Dominika Cibulková                                   | 7−5, 6−1                                             |
| Mannenenkelspel 1e ronde                             | Adrian Mannarino                                     | Stefano Travaglia [Q]                                | 6−7(5−7), 6−3, 3−6, 6−2, 6−2                         |
| Wedstrijden begonnen om 11:00 uur                    |                                                      |                                                      |                                                      |

### Dag 4 (woensdag 29 mei)
- Speelschema (gearchiveerd)
- Reekshoofden uitgeschakeld:
  - Mannenenkelspel:  Marin Čilić [11],  Guido Pella [19],  Alex de Minaur [21],  Matteo Berrettini [29]
  - Vrouwenenkelspel:  Kiki Bertens [4]
  - Mannendubbelspel:  Nikola Mektić /  Franko Škugor [5]
  - Vrouwendubbelspel:  Eri Hozumi /  Makoto Ninomiya [12],  Irina-Camelia Begu /  Mihaela Buzărnescu [14]

| Wedstrijden op de hoofdbanen                         | Wedstrijden op de hoofdbanen                         | Wedstrijden op de hoofdbanen                         | Wedstrijden op de hoofdbanen                         |
| Evenement                                            | Winnaar                                              | Verliezer                                            | Score                                                |
| Wedstrijden op Court Philippe-Chatrier (centercourt) | Wedstrijden op Court Philippe-Chatrier (centercourt) | Wedstrijden op Court Philippe-Chatrier (centercourt) | Wedstrijden op Court Philippe-Chatrier (centercourt) |
| ---------------------------------------------------- | ---------------------------------------------------- | ---------------------------------------------------- | ---------------------------------------------------- |
| Vrouwenenkelspel 2e ronde                            | Sloane Stephens [7]                                  | Sara Sorribes Tormo                                  | 6–3, 7–6(7−3)                                        |
| Mannenenkelspel 2e ronde                             | Kei Nishikori [7]                                    | Jo-Wilfried Tsonga [PR]                              | 4–6, 6–4, 6–4, 6–4                                   |
| Mannenenkelspel 2e ronde                             | Roger Federer [3]                                    | Oscar Otte [LL]                                      | 6−4, 6−3, 6−4                                        |
| Vrouwenenkelspel 2e ronde                            | Viktória Kužmová                                     | Kiki Bertens [4]                                     | 3–1, opgave                                          |
| Vrouwenenkelspel 2e ronde                            | Belinda Bencic [15] vs. Laura Siegemund              | Belinda Bencic [15] vs. Laura Siegemund              | 4−6, 6−4, 4−4, gestaakt                              |
| Wedstrijden op Court Suzanne-Lenglen (Grandstand)    |                                                      |                                                      |                                                      |
| Vrouwenenkelspel 2e ronde                            | Garbiñe Muguruza [19]                                | Johanna Larsson                                      | 6–4, 6–1                                             |
| Mannenenkelspel 2e ronde                             | Rafael Nadal [2]                                     | Yannick Maden [Q]                                    | 6−1, 6−2, 6−4                                        |
| Vrouwenenkelspel 2e ronde                            | Petra Martić [31]                                    | Kristina Mladenovic                                  | 6−2, 6−1                                             |
| Mannenenkelspel 2e ronde                             | Benoît Paire                                         | Pierre-Hugues Herbert                                | 6−2, 6−2, 5−7, 6−7(6−8), 11−9                        |
| Wedstrijden op Court Simonne Mathieu                 |                                                      |                                                      |                                                      |
| Mannenenkelspel 2e ronde                             | Stéfanos Tsitsipás [6]                               | Hugo Dellien                                         | 4−6, 6−0, 6−3, 7−5                                   |
| Vrouwenenkelspel 2e ronde                            | Karolína Plíšková [2]                                | Kristína Kučová [Q]                                  | 6−2, 6−2                                             |
| Mannenenkelspel 2e ronde                             | Grigor Dimitrov                                      | Marin Čilić [11]                                     | 6−7(3−7), 6−4, 4−6, 7−6(7−2), 6−3                    |
| Wedstrijden begonnen om 11:00 uur                    |                                                      |                                                      |                                                      |

### Dag 5 (donderdag 30 mei)
- Speelschema (gearchiveerd)
- Reekshoofden uitgeschakeld:
  - Mannenenkelspel:  Diego Schwartzman [17],  Fernando Verdasco [23],  Gilles Simon [26],  Kyle Edmund [28]
  - Vrouwenenkelspel:  Aryna Sabalenka [11],  Wang Qiang [16],  Daria Kasatkina [21],  Bianca Andreescu [22],  Caroline Garcia [24],  Hsieh Su-wei [25],  Maria Sakkari [29]
  - Vrouwendubbelspel:  Barbora Krejčíková /  Kateřina Siniaková [1],  Darija Jurak /  Raluca Olaru [16]
  - Gemengd dubbelspel:  Demi Schuurs /  Jean-Julien Rojer [4]

| Wedstrijden op de hoofdbanen                                   | Wedstrijden op de hoofdbanen                         | Wedstrijden op de hoofdbanen                         | Wedstrijden op de hoofdbanen                         |
| Evenement                                                      | Winnaar                                              | Verliezer                                            | Score                                                |
| Wedstrijden op Court Philippe-Chatrier (centercourt)           | Wedstrijden op Court Philippe-Chatrier (centercourt) | Wedstrijden op Court Philippe-Chatrier (centercourt) | Wedstrijden op Court Philippe-Chatrier (centercourt) |
| -------------------------------------------------------------- | ---------------------------------------------------- | ---------------------------------------------------- | ---------------------------------------------------- |
| Mannenenkelspel 2e ronde                                       | Dominic Thiem [4]                                    | Alexander Bublik                                     | 6−3, 6−7(6−8), 6−3, 7−5                              |
| Startte niet voor 12:00 uur (vervolg bij stand: 4−6, 6−4, 4−4) |                                                      |                                                      |                                                      |
| Vrouwenenkelspel 2e ronde                                      | Belinda Bencic [15]                                  | Laura Siegemund                                      | 4−6, 6−4, 6−4                                        |
| Vrouwenenkelspel 2e ronde                                      | Serena Williams [10]                                 | Kurumi Nara [Q]                                      | 6–3, 6–2                                             |
| Vrouwenenkelspel 2e ronde                                      | Anna Blinkova [Q]                                    | Caroline Garcia [24]                                 | 1–6, 6–4, 6–4                                        |
| Mannenenkelspel 2e ronde                                       | Martin Kližan vs. Lucas Pouille [22]                 | Martin Kližan vs. Lucas Pouille [22]                 | 7−6(7−4), 2−6, 6−3, 3−1, gestaakt                    |
| Wedstrijden op Court Suzanne-Lenglen (Grandstand)              |                                                      |                                                      |                                                      |
| Vrouwenenkelspel 2e ronde                                      | Naomi Osaka [1]                                      | Victoria Azarenka                                    | 4−6, 7−5, 6−3                                        |
| Mannenenkelspel 2e ronde                                       | Novak Djokovic [1]                                   | Henri Laaksonen [LL]                                 | 6−1, 6−4, 6−3                                        |
| Mannenenkelspel 2e ronde                                       | Gaël Monfils [14]                                    | Adrian Mannarino                                     | 6−3, 6−4, 6−4                                        |
| Vrouwenenkelspel 2e ronde                                      | Simona Halep [3]                                     | Magda Linette                                        | 6−4, 5−7, 6−3                                        |
| Wedstrijden op Court Simonne Mathieu                           |                                                      |                                                      |                                                      |
| Vrouwenenkelspel 2e ronde                                      | Ekaterina Alexandrova                                | Samantha Stosur                                      | 3−6, 6−1, 6−4                                        |
| Mannenenkelspel 2e ronde                                       | Alexander Zverev [5]                                 | Mikael Ymer [Q]                                      | 6–1, 6–3, 7–6(7–3)                                   |
| Mannenenkelspel 2e ronde                                       | Juan Martín del Potro [8]                            | Yoshihito Nishioka                                   | 5−7, 6−4, 6−2, 6−7(5−7), 6−2                         |
| Wedstrijden begonnen om 11:00 uur                              |                                                      |                                                      |                                                      |

### Dag 6 (vrijdag 31 mei)
- Speelschema (gearchiveerd)
- Reekshoofden uitgeschakeld:
  - Mannenenkelspel:  Lucas Pouille [22],  David Goffin [27],  Laslo Đere [31]
  - Vrouwenenkelspel:  Karolína Plíšková [2],  Elina Svitolina [9],  Belinda Bencic [15],  Elise Mertens [20],  Carla Suárez Navarro [28]
  - Vrouwendubbelspel:  Chan Hao-ching /  Latisha Chan [8],  Anna-Lena Grönefeld /  Demi Schuurs [9]

| Wedstrijden op de hoofdbanen                                             | Wedstrijden op de hoofdbanen                         | Wedstrijden op de hoofdbanen                         | Wedstrijden op de hoofdbanen                         |
| Evenement                                                                | Winnaar                                              | Verliezer                                            | Score                                                |
| Wedstrijden op Court Philippe-Chatrier (centercourt)                     | Wedstrijden op Court Philippe-Chatrier (centercourt) | Wedstrijden op Court Philippe-Chatrier (centercourt) | Wedstrijden op Court Philippe-Chatrier (centercourt) |
| ------------------------------------------------------------------------ | ---------------------------------------------------- | ---------------------------------------------------- | ---------------------------------------------------- |
| Vrouwenenkelspel 3e ronde                                                | Petra Martić [31]                                    | Karolína Plíšková [2]                                | 6−3, 6−3                                             |
| Startte niet voor 12:00 uur (vervolg bij stand: 7−6(7−4), 2−6, 6−3, 3−1) |                                                      |                                                      |                                                      |
| Mannenenkelspel 2e ronde                                                 | Martin Kližan                                        | Lucas Pouille [22]                                   | 7−6(7−4), 2−6, 6−3, 3−6, 9–7                         |
| Vrouwenenkelspel 3e ronde                                                | Garbiñe Muguruza [19]                                | Elina Svitolina [9]                                  | 6−3, 6−3                                             |
| Mannenenkelspel 3e ronde                                                 | Rafael Nadal [2]                                     | David Goffin [27]                                    | 6–1, 6–3, 4–6, 6–3                                   |
| Mannenenkelspel 3e ronde                                                 | Stéfanos Tsitsipás [6] vs. Filip Krajinović          | Stéfanos Tsitsipás [6] vs. Filip Krajinović          | 7−5, 6−3, 5−5, gestaakt                              |
| Wedstrijden op Court Suzanne-Lenglen (Grandstand)                        |                                                      |                                                      |                                                      |
| Vrouwenenkelspel 3e ronde                                                | Anastasija Sevastova [12]                            | Elise Mertens [20]                                   | 6−7(3−7), 6−4, 11−9                                  |
| Mannenenkelspel 3e ronde                                                 | Roger Federer [3]                                    | Casper Ruud                                          | 6−3, 6−1, 7−6(10−8)                                  |
| Vrouwenenkelspel 3e ronde                                                | Sloane Stephens [7]                                  | Polona Hercog                                        | 6–3, 5–7, 6–4                                        |
| Wedstrijden op Court Simonne Mathieu                                     |                                                      |                                                      |                                                      |
| Vrouwenenkelspel 3e ronde                                                | Markéta Vondroušová                                  | Carla Suárez Navarro [28]                            | 6−4, 6−4                                             |
| Mannenenkelspel 3e ronde                                                 | Benoît Paire                                         | Pablo Carreño Busta                                  | 6–2, 4–6, 7–6(7–1), opgave                           |
| Mannenenkelspel 3e ronde                                                 | Leonardo Mayer                                       | Nicolas Mahut [WC]                                   | 3–6, 7–6(7–3), 6–4, 7–6(7–3)                         |
| Vrouwenenkelspel 3e ronde                                                | Johanna Konta [26]                                   | Viktória Kužmová                                     | 6−2, 6−1                                             |
| Wedstrijden begonnen om 11:00 uur                                        |                                                      |                                                      |                                                      |

### Dag 7 (zaterdag 1 juni)
- Speelschema (gearchiveerd)
- Reekshoofden uitgeschakeld:
  - Mannenenkelspel:  Borna Ćorić [13],  Roberto Bautista Agut [18],  Dušan Lajović [30]
  - Vrouwenenkelspel:  Naomi Osaka [1],  Serena Williams [10],  Lesia Tsurenko [27]
  - Mannendubbelspel:  Łukasz Kubot /  Marcelo Melo [1],  Bob Bryan /  Mike Bryan [7],  Nicolas Mahut /  Jürgen Melzer [13]
  - Vrouwendubbelspel:  Alicja Rosolska /  Yang Zhaoxuan [13]

| Wedstrijden op de hoofdbanen                                   | Wedstrijden op de hoofdbanen                         | Wedstrijden op de hoofdbanen                         | Wedstrijden op de hoofdbanen                         |
| Evenement                                                      | Winnaar                                              | Verliezer                                            | Score                                                |
| Wedstrijden op Court Philippe-Chatrier (centercourt)           | Wedstrijden op Court Philippe-Chatrier (centercourt) | Wedstrijden op Court Philippe-Chatrier (centercourt) | Wedstrijden op Court Philippe-Chatrier (centercourt) |
| -------------------------------------------------------------- | ---------------------------------------------------- | ---------------------------------------------------- | ---------------------------------------------------- |
| Vrouwenenkelspel 3e ronde                                      | Simona Halep [3]                                     | Lesia Tsurenko [27]                                  | 6–2, 6–1                                             |
| Startte niet voor 12:00 uur (vervolg bij stand: 7−5, 6−3, 5−5) |                                                      |                                                      |                                                      |
| Mannenenkelspel 3e ronde                                       | Stéfanos Tsitsipás [6]                               | Filip Krajinović                                     | 7−5, 6−3, 6−7(5–7), 7–6(8–6)                         |
| Mannenenkelspel 3e ronde                                       | Novak Djokovic [1]                                   | Salvatore Caruso [Q]                                 | 6−3, 6−3, 6−2                                        |
| Mannenenkelspel 3e ronde                                       | Gaël Monfils [14]                                    | Antoine Hoang [WC]                                   | 6−3, 6−2, 6−3                                        |
| Vrouwenenkelspel 3e ronde                                      | Sofia Kenin                                          | Serena Williams [10]                                 | 6−2, 7−5                                             |
| Wedstrijden op Court Suzanne-Lenglen (Grandstand)              |                                                      |                                                      |                                                      |
| Mannenenkelspel 3e ronde                                       | Fabio Fognini [9]                                    | Roberto Bautista Agut [18]                           | 7–6(7–5), 6−4, 4−6, 6−1                              |
| Vrouwenenkelspel 3e ronde                                      | Kateřina Siniaková                                   | Naomi Osaka [1]                                      | 6−4, 6−2                                             |
| Mannenenkelspel 3e ronde                                       | Dominic Thiem [4]                                    | Pablo Cuevas                                         | 6−3, 4−6, 6−2, 7−5                                   |
| Vrouwenenkelspel 3e ronde                                      | Ashleigh Barty [8]                                   | Andrea Petković                                      | 6−3, 6−1                                             |
| Wedstrijden op Court Simonne Mathieu                           |                                                      |                                                      |                                                      |
| Mannenenkelspel 3e ronde                                       | Alexander Zverev [5]                                 | Dušan Lajović [30]                                   | 6−4, 6−2, 4−6, 1–6, 6−2                              |
| Vrouwenenkelspel 3e ronde                                      | Madison Keys [14]                                    | Anna Blinkova [Q]                                    | 6–3, 6–7(5–7), 6–4                                   |
| Mannenenkelspel 3e ronde                                       | Juan Martín del Potro [8]                            | Jordan Thompson                                      | 6–4, 6–4, 6–0                                        |
| Wedstrijden begonnen om 11:00 uur                              |                                                      |                                                      |                                                      |

### Dag 8 (zondag 2 juni)
- Speelschema (gearchiveerd)
- Reekshoofden uitgeschakeld:
  - Mannenenkelspel:  Stéfanos Tsitsipás [6]
  - Vrouwenenkelspel:  Anastasija Sevastova [12],  Garbiñe Muguruza [19],  Donna Vekić [23]
  - Mannendubbelspel:  Oliver Marach /  Mate Pavić [4],  Henri Kontinen /  John Peers [8],  Robin Haase /  Frederik Nielsen [14]
  - Vrouwendubbelspel:  Hsieh Su-wei /  Barbora Strýcová [3]
  - Gemengd dubbelspel:  Anna-Lena Grönefeld /  Robert Farah [8]

| Wedstrijden op de hoofdbanen                         | Wedstrijden op de hoofdbanen                         | Wedstrijden op de hoofdbanen                         | Wedstrijden op de hoofdbanen                         |
| Evenement                                            | Winnaar                                              | Verliezer                                            | Score                                                |
| Wedstrijden op Court Philippe-Chatrier (centercourt) | Wedstrijden op Court Philippe-Chatrier (centercourt) | Wedstrijden op Court Philippe-Chatrier (centercourt) | Wedstrijden op Court Philippe-Chatrier (centercourt) |
| ---------------------------------------------------- | ---------------------------------------------------- | ---------------------------------------------------- | ---------------------------------------------------- |
| Vrouwenenkelspel 4e ronde                            | Petra Martić [31]                                    | Kaia Kanepi                                          | 5–7, 6–2, 6–4                                        |
| Mannenenkelspel 4e ronde                             | Roger Federer [3]                                    | Leonardo Mayer                                       | 6−2, 6−3, 6−3                                        |
| Mannenenkelspel 4e ronde                             | Rafael Nadal [2]                                     | Juan Ignacio Londero                                 | 6−2, 6−3, 6−3                                        |
| Vrouwenenkelspel 4e ronde                            | Sloane Stephens [7]                                  | Garbiñe Muguruza [19]                                | 6−4, 6−3                                             |
| Evenement                                            | Winnaar                                              | Verliezer                                            | Score                                                |
| Wedstrijden op Court Suzanne-Lenglen (Grandstand)    |                                                      |                                                      |                                                      |
| Vrouwenenkelspel 4e ronde                            | Markéta Vondroušová                                  | Anastasija Sevastova [12]                            | 6–2, 6–0                                             |
| Vrouwenenkelspel 4e ronde                            | Johanna Konta [26]                                   | Donna Vekić [23]                                     | 6–2, 6–4                                             |
| Mannenenkelspel 4e ronde                             | Stan Wawrinka [24]                                   | Stéfanos Tsitsipás [6]                               | 7–6(8–6), 5–7, 6–4, 3–6, 8–6                         |
| Mannenenkelspel 4e ronde                             | Kei Nishikori [7] vs Benoît Paire                    | Kei Nishikori [7] vs Benoît Paire                    | 6–2, 6–7(8–10), 6–2, gestaakt                        |
| Wedstrijden op Court Simonne Mathieu                 |                                                      |                                                      |                                                      |
| Mannendubbelspel 3e ronde                            | Guido Pella Diego Schwartzman                        | Grégoire Barrère [WC] Quentin Halys [WC]             | 6–4, 6–4                                             |
| Vrouwendubbelspel 3e ronde                           | Tímea Babos [2] Kristina Mladenovic [2]              | Anna-Lena Friedsam [PR] Laura Siegemund [PR]         | 4–6, 6–3, 6–3                                        |
| Mannendubbelspel 3e ronde                            | Kevin Krawietz Andreas Mies                          | Oliver Marach [4] Mate Pavić [4]                     | 7–5, 3–6, 7–5                                        |
| Gemengd dubbelspel 2e ronde                          | Zhang Shuai [5] John Peers [5]                       | Tímea Babos Márton Fucsovics                         | 6−0, 6−4                                             |
| Vrouwendubbelspel 3e ronde                           | Kirsten Flipkens [15] Johanna Larsson [15]           | Nadiia Kichenok Abigail Spears                       | 6−3, 6−2                                             |
| Wedstrijden begonnen om 11:00 uur                    |                                                      |                                                      |                                                      |

### Dag 9 (maandag 3 juni)
- Speelschema (gearchiveerd)
- Reekshoofden uitgeschakeld:
  - Mannenenkelspel:  Juan Martín del Potro [8],  Fabio Fognini [9],  Gaël Monfils [14]
  - Mannendubbelspel:  Jean-Julien Rojer /  Horia Tecău [10]
  - Vrouwendubbelspel:  Lucie Hradecká /  Andreja Klepač [10],  Victoria Azarenka /  Ashleigh Barty [11]
  - Gemengd dubbelspel:  Chan Hao-ching /  Oliver Marach [6],  Alicja Rosolska /  Nikola Mektić [7]

| Wedstrijden op de hoofdbanen                         | Wedstrijden op de hoofdbanen                         | Wedstrijden op de hoofdbanen                         | Wedstrijden op de hoofdbanen                         |
| Evenement                                            | Winnaar                                              | Verliezer                                            | Score                                                |
| Wedstrijden op Court Philippe-Chatrier (centercourt) | Wedstrijden op Court Philippe-Chatrier (centercourt) | Wedstrijden op Court Philippe-Chatrier (centercourt) | Wedstrijden op Court Philippe-Chatrier (centercourt) |
| ---------------------------------------------------- | ---------------------------------------------------- | ---------------------------------------------------- | ---------------------------------------------------- |
| Vrouwenenkelspel 4e ronde                            | Ashleigh Barty [8]                                   | Sofia Kenin                                          | 6−3, 3−6, 6−0                                        |
| Mannenenkelspel 4e ronde                             | Novak Djokovic [1]                                   | Jan-Lennard Struff                                   | 6−3, 6−2, 6−2                                        |
| Mannenenkelspel 4e ronde                             | Dominic Thiem [4]                                    | Gaël Monfils [14]                                    | 6–4, 6–4, 6–2                                        |
| Vrouwenenkelspel 4e ronde                            | Simona Halep [3]                                     | Iga Świątek                                          | 6–1, 6–0                                             |
| Wedstrijden op Court Suzanne-Lenglen (Grandstand)    |                                                      |                                                      |                                                      |
| Vrouwenenkelspel 4e ronde                            | Madison Keys [14]                                    | Kateřina Siniaková                                   | 6–2, 6–4                                             |
| Mannenenkelspel 4e ronde                             | Kei Nishikori [7]                                    | Benoît Paire                                         | 6–2, 6–7(8–10), 6–2, 6–7(8–10), 7–5                  |
| Mannenenkelspel 4e ronde                             | Alexander Zverev [5]                                 | Fabio Fognini [9]                                    | 3−6, 6−2, 6−2, 7−6(7−5)                              |
| Mannenenkelspel 4e ronde                             | Karen Khachanov [10]                                 | Juan Martín del Potro [8]                            | 7–5, 6–3, 3–6, 6–3                                   |
| Wedstrijden op Court Simonne Mathieu                 |                                                      |                                                      |                                                      |
| Mannendubbelspel kwartfinale                         | Guido Pella Diego Schwartzman                        | Jean-Julien Rojer [10] Horia Tecău [10]              | 6−4, 6−4                                             |
| Mannendubbelspel kwartfinale                         | Juan Sebastián Cabal [3] Robert Farah [3]            | Mikhail Kukushkin Joran Vliegen                      | 6–2, 6–2                                             |
| Vrouwendubbelspel 3e ronde                           | Gabriela Dabrowski [4] Xu Yifan [4]                  | Fiona Ferro Diane Parry                              | 6–1, 7–6(7–5)                                        |
| Gemengd dubbelspel 3e ronde                          | Nadiia Kichenok [Alt] Aisam-ul-Haq Qureshi [Alt]     | Chan Hao-ching [6] Oliver Marach [6]                 | 6−3, 6−4                                             |
| Vrouwenenkelspel 4e ronde                            | Amanda Anisimova                                     | Aliona Bolsova [Q]                                   | 6–3, 6–0                                             |
| Wedstrijden begonnen om 11:00 uur                    |                                                      |                                                      |                                                      |

### Dag 10 (dinsdag 4 juni)
- Speelschema (gearchiveerd)
- Reekshoofden uitgeschakeld:
  - Mannenenkelspel:  Kei Nishikori [7],  Stan Wawrinka [24]
  - Vrouwenenkelspel:  Sloane Stephens [7],  Petra Martić [31]
  - Mannendubbelspel:  Rajeev Ram /  Joe Salisbury [11]
  - Vrouwendubbelspel:  Gabriela Dabrowski /  Xu Yifan [4],  Samantha Stosur /  Zhang Shuai [5],  Nicole Melichar /  Květa Peschke [7]
  - Gemengd dubbelspel:  Zhang Shuai /  John Peers [5]

| Wedstrijden op de hoofdbanen                                                                      | Wedstrijden op de hoofdbanen                         | Wedstrijden op de hoofdbanen                         | Wedstrijden op de hoofdbanen                         |
| Evenement                                                                                         | Winnaar                                              | Verliezer                                            | Score                                                |
| Wedstrijden op Court Philippe-Chatrier (centercourt)                                              | Wedstrijden op Court Philippe-Chatrier (centercourt) | Wedstrijden op Court Philippe-Chatrier (centercourt) | Wedstrijden op Court Philippe-Chatrier (centercourt) |
| ------------------------------------------------------------------------------------------------- | ---------------------------------------------------- | ---------------------------------------------------- | ---------------------------------------------------- |
| Vrouwenenkelspel kwartfinale                                                                      | Johanna Konta [26]                                   | Sloane Stephens [7]                                  | 6−1, 6−4                                             |
| Mannenenkelspel kwartfinale                                                                       | Rafael Nadal [2]                                     | Kei Nishikori [7]                                    | 6−1, 6−1, 6−3                                        |
| Wedstrijden op Court Suzanne-Lenglen (Grandstand)                                                 |                                                      |                                                      |                                                      |
| Mannenenkelspel kwartfinale                                                                       | Roger Federer [3]                                    | Stan Wawrinka [24]                                   | 7−6(7−4), 4−6, 7−6(7−5), 6−4                         |
| Vrouwenenkelspel kwartfinale                                                                      | Markéta Vondroušová                                  | Petra Martić [31]                                    | 7−6(7−1), 7−5                                        |
| Wedstrijden op Court Simonne Mathieu                                                              |                                                      |                                                      |                                                      |
| Mannenlegendes 45+ dubbelspel round robin                                                         | Mikael Pernfors Mats Wilander                        | Arnaud Boetsch Cédric Pioline                        | 6−7(5−7), 7−5, [10−8]                                |
| Vrouwendubbelspel kwartfinale                                                                     | Tímea Babos [2] Kristina Mladenovic [2]              | Samantha Stosur [5] Zhang Shuai [5]                  | 3−6, 6−1, 7−6(7−3)                                   |
| Vrouwendubbelspel kwartfinale                                                                     | Kirsten Flipkens [15] Johanna Larsson [15]           | Nicole Melichar [7] Květa Peschke [7]                | 3–6, 7–6(7–4), 6–1                                   |
| Mannendubbelspel kwartfinale                                                                      | Jérémy Chardy Fabrice Martin                         | Rajeev Ram [11] Joe Salisbury [11]                   | 6−4, 7−6(8−6)                                        |
| Wedstrijden begonnen om 11:00 uur (14:00 uur op Court Philippe-Chatrier en Court Suzanne-Lenglen) |                                                      |                                                      |                                                      |

### Dag 11 (woensdag 5 juni)
Voor de eerste keer sinds 2016 werden alle geprogrammeerde wedstrijden van een dag geannuleerde vanwege slechte weersomstandigheden.
- Speelschema (gearchiveerd)

### Dag 12 (donderdag 6 juni)
Het programma zou aanvankelijk om 15:00 uur MEZT beginnen, maar vanwege slechte weer van de vorige dag, zouden de wedstrijden al om 12:00 uur beginnen. De vrouwenenkelspel halve finale die gepland stond, was verplaatst naar vrijdag 7 juni.
- Speelschema (gearchiveerd)
- Reekshoofden uitgeschakeld:
  - Mannenenkelspel:  Alexander Zverev [5],  Karen Khachanov [10]
  - Vrouwenenkelspel:  Simona Halep [3],  Madison Keys [14]
  - Mannendubbelspel:  Juan Sebastián Cabal /  Robert Farah [3]
  - Gemengd dubbelspel:  Nicole Melichar /  Bruno Soares [1]

| Wedstrijden op de hoofdbanen                                                                      | Wedstrijden op de hoofdbanen                         | Wedstrijden op de hoofdbanen                         | Wedstrijden op de hoofdbanen                         |
| Evenement                                                                                         | Winnaar                                              | Verliezer                                            | Score                                                |
| Wedstrijden op Court Philippe-Chatrier (centercourt)                                              | Wedstrijden op Court Philippe-Chatrier (centercourt) | Wedstrijden op Court Philippe-Chatrier (centercourt) | Wedstrijden op Court Philippe-Chatrier (centercourt) |
| ------------------------------------------------------------------------------------------------- | ---------------------------------------------------- | ---------------------------------------------------- | ---------------------------------------------------- |
| Vrouwenenkelspel kwartfinale                                                                      | Amanda Anisimova                                     | Simona Halep [3]                                     | 6−2, 6−4                                             |
| Startte niet voor 14:30 uur                                                                       |                                                      |                                                      |                                                      |
| Mannenenkelspel kwartfinale                                                                       | Novak Djokovic [1]                                   | Alexander Zverev [5]                                 | 7−5, 6−2, 6−2                                        |
| Mannendubbelspel halve finale                                                                     | Jérémy Chardy Fabrice Martin                         | Juan Sebastián Cabal [3] Robert Farah [3]            | 7−5, 6−4                                             |
| Wedstrijden op Court Suzanne-Lenglen (Grandstand)                                                 |                                                      |                                                      |                                                      |
| Vrouwenenkelspel kwartfinale                                                                      | Ashleigh Barty [8]                                   | Madison Keys [14]                                    | 6−3, 7−5                                             |
| Startte niet voor 14:30 uur                                                                       |                                                      |                                                      |                                                      |
| Mannenenkelspel kwartfinale                                                                       | Dominic Thiem [4]                                    | Karen Khachanov [10]                                 | 6−2, 6−4, 6−2                                        |
| Mannendubbelspel halve finale                                                                     | Kevin Krawietz Andreas Mies                          | Guido Pella Diego Schwartzman                        | 7−5, 6−3                                             |
| Wedstrijden op Court Simonne Mathieu                                                              |                                                      |                                                      |                                                      |
| Mannenlegendes −45 dubbelspel round robin                                                         | Yevgeny Kafelnikov Marat Safin                       | Sébastien Grosjean Michaël Llodra                    | 3−6, 7−5, [10−6]                                     |
| Gemengd dubbelspel halve finale                                                                   | Latisha Chan Ivan Dodig                              | Nicole Melichar [1] Bruno Soares [1]                 | 6−2, 6−1                                             |
| Vrouwendubbelspel kwartfinale                                                                     | Elise Mertens [6] Aryna Sabalenka [6]                | Lyudmyla Kichenok Jeļena Ostapenko                   | 7−5, 6−2                                             |
| Mannenlegendes −45 dubbelspel round robin                                                         | Tommy Haas Paul-Henri Mathieu                        | Yevgeny Kafelnikov Marat Safin                       | 7−5, 6−3                                             |
| Mannenlegendes 45+ dubbelspel round robin                                                         | Sergi Bruguera Goran Ivanišević                      | Mansour Bahrami Fabrice Santoro                      | 4−6, 6−1, [10−8]                                     |
| Mannenlegendes −45 dubbelspel round robin                                                         | Juan Carlos Ferrero Andriy Medvedev                  | James Blake Mark Philippoussis                       | 6−2, 7−5                                             |
| Wedstrijden begonnen om 11:00 uur (12:00 uur op Court Philippe-Chatrier en Court Suzanne-Lenglen) |                                                      |                                                      |                                                      |

### Dag 13 (vrijdag 7 juni)
- Speelschema (gearchiveerd)
- Reekshoofden uitgeschakeld:
  - Mannenenkelspel:  Roger Federer [3]
  - Vrouwenenkelspel:  Johanna Konta [26]
  - Vrouwendubbelspel:  Elise Mertens /  Aryna Sabalenka [6],  Kirsten Flipkens /  Johanna Larsson [15]
  - Gemengd dubbelspel:  Gabriela Dabrowski /  Mate Pavić [2]

| Wedstrijden op de hoofdbanen                                             | Wedstrijden op de hoofdbanen                         | Wedstrijden op de hoofdbanen                         | Wedstrijden op de hoofdbanen                         |
| Evenement                                                                | Winnaar                                              | Verliezer                                            | Score                                                |
| Wedstrijden op Court Philippe-Chatrier (centercourt)                     | Wedstrijden op Court Philippe-Chatrier (centercourt) | Wedstrijden op Court Philippe-Chatrier (centercourt) | Wedstrijden op Court Philippe-Chatrier (centercourt) |
| ------------------------------------------------------------------------ | ---------------------------------------------------- | ---------------------------------------------------- | ---------------------------------------------------- |
| Mannenenkelspel halve finale                                             | Rafael Nadal [2]                                     | Roger Federer [3]                                    | 6−3, 6−4, 6−2                                        |
| Mannenenkelspel halve finale                                             | Novak Djokovic [1] vs Dominic Thiem [4]              | Novak Djokovic [1] vs Dominic Thiem [4]              | 2–6, 6–3, 1–3, gestaakt                              |
| Wedstrijden op Court Suzanne-Lenglen (Grandstand)                        |                                                      |                                                      |                                                      |
| Vrouwenenkelspel halve finale                                            | Ashleigh Barty [8]                                   | Amanda Anisimova                                     | 6−7(4−7), 6−3, 6−3                                   |
| Vrouwendubbelspel halve finale                                           | Tímea Babos [2] Kristina Mladenovic [2]              | Elise Mertens [6] Aryna Sabalenka [6]                | 6–2, 6–1                                             |
| Wedstrijden op Court Simonne Mathieu                                     |                                                      |                                                      |                                                      |
| Vrouwenenkelspel halve finale                                            | Markéta Vondroušová                                  | Johanna Konta [26]                                   | 7−5, 7−6(7−2)                                        |
| Gemengd dubbelspel finale                                                | Latisha Chan Ivan Dodig                              | Gabriela Dabrowski [2] Mate Pavić [2]                | 6–1, 7–6(7–5)                                        |
| Vrouwenlegendes dubbelspel round robin                                   | Nathalie Dechy Amélie Mauresmo                       | Marion Bartoli Iva Majoli                            | 6–2, 6–0                                             |
| Wedstrijden begonnen om 11:00 uur (12:50 uur op Court Philippe-Chatrier) |                                                      |                                                      |                                                      |

### Dag 14 (zaterdag 8 juni)
- Speelschema (gearchiveerd)
- Reekshoofden uitgeschakeld:
  - Mannenenkelspel:  Novak Djokovic [1]

| Wedstrijden op de hoofdbanen                                             | Wedstrijden op de hoofdbanen                         | Wedstrijden op de hoofdbanen                         | Wedstrijden op de hoofdbanen                         |
| Evenement                                                                | Winnaar                                              | Verliezer                                            | Score                                                |
| Wedstrijden op Court Philippe-Chatrier (centercourt)                     | Wedstrijden op Court Philippe-Chatrier (centercourt) | Wedstrijden op Court Philippe-Chatrier (centercourt) | Wedstrijden op Court Philippe-Chatrier (centercourt) |
| ------------------------------------------------------------------------ | ---------------------------------------------------- | ---------------------------------------------------- | ---------------------------------------------------- |
| Mannenenkelspel halve finale                                             | Dominic Thiem [4]                                    | Novak Djokovic [1]                                   | 6–2, 3–6, 7–5, 5–7, 7–5                              |
| Vrouwenenkelspel finale                                                  | Ashleigh Barty [8]                                   | Markéta Vondroušová                                  | 6−1, 6−3                                             |
| Mannendubbelspel finale                                                  | Kevin Krawietz Andreas Mies                          | Jérémy Chardy Fabrice Martin                         | 6−2, 7−6(7−3)                                        |
| Wedstrijden op Court Suzanne-Lenglen (Grandstand)                        |                                                      |                                                      |                                                      |
| Mannenlegendes 45+ dubbelspel round robin                                | Mikael Pernfors Mats Wilander                        | Michael Chang John McEnroe                           | 6−4, 7−5                                             |
| Vrouwenlegendes dubbelspel finale                                        | Nathalie Dechy Amélie Mauresmo                       | Martina Navratilova Dinara Safina                    | 6–3, 6–4                                             |
| Mannenlegendes 45+ dubbelspel round robin                                | Mansour Bahrami Fabrice Santoro                      | Pat Cash Henri Leconte                               | 6–4, 6–2                                             |
| Mannenlegendes −45 dubbelspel round robin                                | Sébastien Grosjean Michaël Llodra                    | Tommy Haas Paul-Henri Mathieu                        | 6−4, 7−5                                             |
| Wedstrijden begonnen om 11:00 uur (15:00 uur op Court Philippe-Chatrier) |                                                      |                                                      |                                                      |

### Dag 15 (zondag 9 juni)
- Speelschema (gearchiveerd)
- Reekshoofden uitgeschakeld:
  - Mannenenkelspel:  Dominic Thiem [4]

| Wedstrijden op de hoofdbanen                                             | Wedstrijden op de hoofdbanen                         | Wedstrijden op de hoofdbanen                         | Wedstrijden op de hoofdbanen                         |
| Evenement                                                                | Winnaar                                              | Verliezer                                            | Score                                                |
| Wedstrijden op Court Philippe-Chatrier (centercourt)                     | Wedstrijden op Court Philippe-Chatrier (centercourt) | Wedstrijden op Court Philippe-Chatrier (centercourt) | Wedstrijden op Court Philippe-Chatrier (centercourt) |
| ------------------------------------------------------------------------ | ---------------------------------------------------- | ---------------------------------------------------- | ---------------------------------------------------- |
| Vrouwendubbelspel finale                                                 | Tímea Babos [2] Kristina Mladenovic [2]              | Duan Yingying Zheng Saisai                           | 6–2, 6–3                                             |
| Startte niet voor 15:00 uur                                              |                                                      |                                                      |                                                      |
| Mannenenkelspel finale                                                   | Rafael Nadal [2]                                     | Dominic Thiem [4]                                    | 6–3, 5–7, 6–1, 6–1                                   |
| Wedstrijden op Court Suzanne-Lenglen (Grandstand)                        |                                                      |                                                      |                                                      |
| Mannenlegendes 45+ dubbelspel finale                                     | Sergi Bruguera Goran Ivanišević                      | Mikael Pernfors Mats Wilander                        | 6–2, 4–6, [10–4]                                     |
| Mannenlegendes −45 dubbelspel finale                                     | Sébastien Grosjean Michaël Llodra                    | Juan Carlos Ferrero Andrej Medvedev                  | 7–6(7–4), 7–5                                        |
| Wedstrijden begonnen om 11:00 uur (11:30 uur op Court Philippe-Chatrier) |                                                      |                                                      |                                                      |